# Boga boga (canción vasca)
Boga boga (en español "Rema rema") es una canción popular vasca de pescadores (arrantzales en euskera). Fue compuesta por Jesús Guridi en 1913 y formó parte de su  2ª serie de canciones vascas. Guridi también la armonizó para coros. El arreglo para piano lo hizo J. Martínez Villar de  Unión Musical Española en 1950.
El grupo folk Oskorri creó una versión  y existen versiones rock posteriores creadas por los grupos Delirium Tremens y The Uski's. Antiguamente se solía cantar mientras se remaba al hacer las labores en el mar, en embarcaciones parecidas a las utilizadas actualmente en las competiciones de traineras. La canción tiene su origen en la localidad costera de Ondarroa. y describe la dureza de la vida de los marineros.
Es una canción muy popular que hoy en día suele cantarse frecuentemente en reuniones informales de grupo y muy especialmente en sobremesas, bares o en sociedades gastronómicas. También es habitual escucharla cantada por coros, orfeones o agrupaciones musicales de todo tipo.
Esta pieza fue una de las que fue cantada por uno del regimiento 262 de  la División Azul  formado por de voluntarios en la VI Región militar que incorporaba gente de  Vizcaya y Guipúzcoa entre otras provincias, tal y como  recoge Alfredo González en su obra Alegres soldados . 

## Letra
| En idioma vasco Boga boga mariñela, mariñela, joan behar degu, urrutira, urrutira, bai Indietara, bai Indietara. Ez det, ez det, ez det nik ikusiko, zure kai ederra, kai ederra Agur, agur, agur Ondarroako itsas, itsaso bazterra, itsas, itsaso bazterra. Mariñela, mariñela, boga! mariñela! | En idioma español Rema rema marinero, marinero, hemos de ir lejos, muy lejos, sí, a las Indias, sí, a las Indias. No veré, no veré más tu hermoso puerto, tu hermoso puerto Adiós, adiós, adiós a esta mar de Ondarroa, a este rincón de mar, a la mar, a este rincón de mar Marinero, marinero, rema! marinero! |
| | |